# الجبهة الشيوعية
الجبهة الشيوعية هي منظمة سياسية حُددت على انها منظمة واجهة تحت السيطرة الفعلية للحزب الشيوعية أو الأممية الشيوعية أو المنظمات الشيوعية الأخرى. وقد اجتذبت الافراد المسيسين الذين لم يكونوا أعضاء في الحزب ولكنهم غالباً ما اتبعوا خط الحزب وكان يطلق عليهم اسم رفقاء السفر.
أنشأ فلاديمير لينين الفكرة في بيانه لعام 1902، ما العمل؟ نظراً لان الحزب كان غير قانوني في روسيا، فقد اقترح الوصول إلى الجماهير من خلال «عدد كبير من المنظمات الأخرى المخصصة لعضوية واسعة والتي بالتالي ممكن ان تكون واسعة وعلنية قدر الإمكان». وكان الشيوعيون أنفسهم يطلق عليهم عموماً «المنظمات الجماهيرية»، وكانت هذه الجماعات سائدة من عشرينيات وخمسينيات القرن الماضي، مع تسارع استخدامها خلال فترة الجبهة الشعبية في الثلاثينيات. حيث أُستخدم المصطلح ايضاً للإشارة إلى المنظمات التي لم تكن خاضعة للسيطرة الشيوعية في الأصل والتي أصبحت بعد فترة مثل اتحاد الطلاب الأمريكي. وأُستخدم المصطلح بشكل خاص من قبل مناهضي الشيوعية خلال الحرب الباردة.
انفصل ماو تسي تونغ بمرارة عن الاتحاد السوفيتي في أواخر الخمسينيات من القرن الماضي. وأسس شبكة من الأحزاب المؤيدة للصين والمعادية للسوفييت والجبهات الشيوعية التي تحدت بشكل مباشر المنظمات الموالية للسوفييت.

## العالمي
أُنشأ جبهات تحت قيادة جريجوري زينوفييف في الكرملين، في العديد من البلدان في عشرينيات القرن الماضي وما بعدها. ولتنسيق أنشطتها أنشأت الأممية الشيوعية (كومنترن) منظمات مظلة دولية مختلفة (تربط مجموعات عبر الحدود الوطنية)، مثل الشباب الشيوعي الدولي (الشباب) بروفينترن (النقابات العالمية)، كريستينترن (الفلاحون)، والاحمر الدولي للمساعدات (المساعدات الإنسانية) والاحمر الرياضي الدولي (الرياضة المنظمة) إلخ. وفي أوروبا، كانت المنظمات الامامية مؤثرة بشكل خاص في إيطاليا وفرنسا، التي أصبحت في عام 1933 قاعدة لمنظم الجبهة الشيوعية ويلي مونزينبرغ. وحُلت هذه المنظمات في أواخر الثلاثينيات وأوائل الاربعينيات.
واجتذبت الجبهات الشيوعية عادة فنانين ومثقفين ومعروفين ومرموقين وغيرهم من «رفقاء السفر» الذين اعتادوا على تعزيز مواقف الحزب. وغالباً ما كانوا يأتون إلى الاتحاد السوفيتي للقيام بجولات مراقبة عن كثب، ثم يعودون إلى الوطن للإشادة بالمستقبل كما كشفت التجربة السوفيتية.
وفقاً لكينيدي (1957)، بعد الحرب، خاصتا مع دخول الحرب الباردة حيز التنفيذ حوالي عام 1947، أنشأ الكرملين هيئات تنسيق دولية جديدة بما في ذلك الاتحاد العالمي للشباب الديمقراطي، والاتحاد الدولي للطلاب، والاتحاد العالمي للنقابات العمالية، والمنظمة النسائية الدولية. والاتحاد الديمقراطي ومجلس السلام العالمي. يقول كيندي ان نظام «الجبهة الشيوعية» اشتمل على منظمات دولية مثل الاتحاد الدولي لنقابات العمال (دبليو اف تي يو) والاتحاد العالمي للشباب الديمقراطي (دبليو اف دي واي) و (آي يو إس) والمنظمة النسائية الديمقراطية الدولية (دبليو آي دي اف) و (دبليو بي سي)، بالإضافة إلى مجموعة من الهيئات الأقل شهرة والتي تجلب الصحفيين والمحامين والعلماء والأطباء وغيرهم إلى الشبكة الواسعة الانتشار.
صنف الاتحاد الدولي لمقاتلي المقاومة – رابطة مناهضي الفاشية (اف آي أر) من قبل الوكالات الحكومية كمنظمة متأثرة بالشيوعية.
الاتحاد العالمي للعمال العلميين (دبليو اف إس دبليو) هو اتحاد دولي للجمعيات العلمية. وكانت جبهة شيوعية في حقبة الحرب الباردة. وكانت المجموعة مكونة من علماء ايدوا الشيوعية. وعارض الاتحاد التجارب النووية التي أجرتها الولايات المتحدة.
كان اتحاد إعادة الروس إلى أوطانهم في الخارج منظمة للجبهة السوفيتية تهدف إلى التسلل والسيطرة على مجتمع المنفيين من الروس البيض.
وكانت المنظمة الدولية للصحفيين (آي أو جي) واحدة من اثنتي عشرة منظمة واجهة أطلقها الاتحاد السوفيتي في أواخر الاربعينيات وأوائل الخمسينيات من القرن الماضي. وكانت تسيطر عليها في براغ اللجنة المركزية للحزب الشيوعي التشيكوسلوفاكي، ومع وجود العديد من عملاء كي جي بي على متنها كانت «اليد الطويلة» لموسكو.
تأسس الاتحاد العالمي لنقابات العمال (دبليو اف تي يو) في عام 1945 لتوحيد اتحادات النقابات العمالية في جميع انحاء العالم؛ كان مقرها في براغ. في حين ان لديها نقابات غير شيوعية إلا انها كانت مسيطر عليها إلى حد كبير من قبل السوفييت. وفي عام 1949، انفصلت النقابات البريطانية والأمريكية وغيرها من النقابات غير الشيوعية لتشكيل الاتحاد الدولي المنافس لنقابات العمال الحرة. وأصبحت الحركة العمالية في أوروبا مستقطبة للغاية بين النقابات الشيوعية والاتحادات العمالية الاشتراكية الديموقراطية والمسيحية، ولم يعد بإمكان العمليات الامامية إخفاء الكفالة وأصبحت اقل أهمية.
الرئيس السابق رونالد ريغان، في عام 1984، على أساس اتجاهات مفترضة مؤيدة للاتحاد السوفيتي، ترك منظمة اليونسكو.
ومع نهاية الحرب الباردة عام 1989، وانهيار الاتحاد السوفيتي في عام 1991، انهارت أنظمة التمويل والدعم وأغلقت العديد من المنظمات الامامية أو تعرضت للانكشاف. على سبيل المثال، أفادت صحف موسكو ما بعد الشيوعية ان مجلس السلام العالمي، ومقره في هلسنكي، وفنلندا وقد تلقى إرشادات سياسية و90% من تمويله من موسكو.
كان مؤتمر برلين للكاثوليك الأوروبيين، وهو في الأصل مؤتمر برلين للمسيحين الكاثوليك من الدول الاوربية، مؤتمراً عُقد في 17 و18 نوفمبر 1964 في برلين الشرقية ونُظم بدعم من حكومة ألمانيا الديمقراطية وتعاون امن الدولة في ألمانيا الديمقراطية، المؤرخ كليمنس فولنهال يرتبهم كمنظمة جبهة شيوعية.
وكان أعضاء مؤتمر السلام المسيحي، كنائس من الدول الاشتراكية وكذلك مجتمعات كنسية وافراد من دول أخرى. وفي مواجهة انطلاقهم بمساعدة الدول الاشتراكية، التي كان من الصعب على المسيحيين التمييز ضدها ومتابعتها جزئياً، والقرب من الماركسية، يُعتبر مؤتمر السلام المسيحي مثيراً للجدل. ويصنف المؤرخون ووسائل الاعلام الحزب الشيوعي الصيني على انه منظمة واجهة شيوعية.
خلال الحرب الباردة تمكنت حركة اسبرانتو للسلام العالمي من القيام بأنشطة رسمية نيابة عن الاسبرانتو في دول الكتلة الشرقية بشرط ان تدعم حكوماتهم الشيوعية ووجهة النظر السوفيتية.
وكان الاتحاد العالمي لنقابات المعلمين (اف آي إس أي)، ومنظمة التضامن مع شعوب اسيا وافريقيا وأمريكا اللاتينية (أو إس بي أي أي أي ال)، والمنظمة الدولية للإذاعة والتلفزيون (أو آي أر تي) منظمات واجهة.

## آسيا
أُنشأت سكرتارية نقابات عموم المحيط الهادئ (بي بي تي يو إس) في عام 1927 من قبل بروفينترن (الذراع النقابي للكومنترن) بهدف تعزيز النقابات العمالية الشيوعية في الصين واليابان وكوريا والفلبين وأستراليا ونيوزيلندا ودول أخرى في غرب المحيط الهادئ. يقول ترابيزنيك ان سكرتارية نقابات عموم المحيط الهادئ كانت «منظمة للجبهة الشيوعية» و «منخرط في التحريض السياسي العلني والسري بالإضافة إلى عدد من الأنشطة السرية».
وكان هناك العديد من منظمات الجبهة الشيوعية في اسيا، والعديد منها موجه للطلاب والشباب.
في اليابان في حركة النقابات العمالية في العشرينيات من القرن الماضي، وفقاً لأحد المؤرخين، «لم يطلق هيوجيكاي على نفسه ابداً جبهة شيوعية ولكن في الواقع، كان هذا ما كان عليه». ويشير إلى أنها تعرضت للقمع من قبل الحكومة «جنباً إلى جنب مع مجموعات الجبهة الشيوعية الأخرى.» تأسست عام 1949.
تركيز الحركة الطلابية الاندونيسية (الحركة الموحدة لطلاب اندونيسيا، سي جي ام آي) لطلاب الجامعات في اندونيسيا، مرتبطة بالحزب الشيوعي في عام 1956، من خلال اندماج سي جي إم آي الاندونيسي. وتأسست مجموعات طلاب جامعية بقيادة الشيوعيين في بوجور وباندونغ ويوجياكارتا (والتي ظهرت في أوائل الخمسينيات من القرن الماضي). في وقت تأسيس سي جي إم آي كان يبلغ عدد أعضائها حوالي 1180 عضواً.
وكانت منظمة فجر هارابان «فجر الامل» منظمة اندونيسية رائدة لم تدم طويلاً، مرتبطة بالحزب الشيوعي الاندونيسي (بي كي آي). حيث تأسست في عام 1959، وعلى الرغم من وجود حركة كشفية موجودة بالفعل بدأها الحزب الشيوعي. ومع ذلك، لم تكن المنظمة مرتبطة رسمياً بأي حزب سياسي (وفقاً لدستور المنظمة) وكانت مفتوحة لجميع الأطفال الذين تتراوح أعمارهم بين السادسة والثالثة عشر. ومبادرة تأسيس الحزب الجديد اتخذها زعيم الحزب عيديت. كُلفت كوادر الحزب الشيوعي وجناح الشباب في الحزب الشيوعي بمهمة دراسة كيفية عمل الحركات الرائدة في البلدان الأخرى، مع تكييف منظمة فجر الامل مع الظروف الاندونيسية.
أدى انتماء جيرواني إلى الحزب الشيوعي الاندونيسي (بي كي آي) في النهاية إلى زوالهم بعد احداث جيراكان 30 سبتمبر، جي 30 إس و «محاولة» الانقلاب. وبُرر القبض على أعضاء الجرواني وسجنهم بالتورط الملفق لجرواني في قتل الجنرالات الستة خلال جي 30 إس. وزعمت اسطورة لوبانغ بوايا، كما وصفها المؤرخون، ان جيرواني ارتكب جرائم جنسية سادية قبل وبعد قتل الجنرالات الستة خلال جي 30 إس. والأخطر من ذلك، ان لوبانغا بوايا استخدم لتبرير القتل الجماعي للشيوعيين في الفترة التي أعقبت جي 30 إس مباشرتاً وهو الحادث الذي أدى إلى زوال جيرواني.
كانت جبهة الفلاحين الاندونيسية (الاندونيسية: Barisan Tani Indonesia) منظمة فلاحية جماهيرية مرتبطة بالحزب الشيوعي الاندونيسي (بي كي آي) تأسست جبهة الفلاحين الاندونيسية في 25 نوفمبر 1945. وكانت المنظمة الفلاحية السابقة للحزب الشيوعي الاندونيسي هي اتحاد الفلاحين الذي شُكل في عام 1945.
اتحاد بهاراتيا خيت مازدور هو حرفياً «نقابة عمال الأراضي الهندية» هي نقابة العمال الزراعيين في الهند. بي كي ام يو مرتبطة سياسياً بالحزب الشيوعي الهندي (سي بي آي). وكانت نقابة العمال الزراعيين في الهند مستقلة عن كل من النقابة المركزية ل سي بي آي، ومؤتمر نقابات عموم الهند، بالإضافة إلى منظمة المزارعين كل الهند كيسان سابها وسي بي آي.
الاتحاد الوطني للمرأة الهندية وهي منظمة نسائية تأسست في عام 1954 من قبل العديد من القادة من لجنة الدفاع عن النفس النسائية بما في ذلك أرونا أساف علي.
الجبهة الوطنية الديمقراطية المناهضة للإمبريالية هي منظمة كورية جنوبية سرية تسمى حزب سياسي اشتراكي من قبل كوريا الشمالية ومجموعة تجسس مؤيدة لحزب العمال الكردستاني من قبل كوريا الجنوبية. انها المنظمة الكورية الجنوبية الوحيدة ظاهرياً التي لها مهمة في بيونغ يانغ. وكان الحزب محظور في كوريا الجنوبية، بموجب قانون الأمن القومي، لكنه يعمل في الخفاء. وهي تشبه في تنظيمها الجبهة الديمقراطية لإعادة توحيد الوطن، وهي الجبهة الشعبية القانونية لكوريا الشمالية. ولها مهمة في بيونغ يانغ وكوريا الشمالية وأخرى في اليابان.
قدمت حكومة كوريا الجنوبية التماساً إلى المحكمة الدستورية في كوريا لحل حزب الاتحاد الشعبي الجديد بسبب آرائهم المزعومة المؤيدة لكوريا الشمالية في نوفمبر2013، بعد شهرين من اعتقال أعضاء الحزب التقدمي الموحد المزعوم بتورطهم في مؤامرة التخريب الكورية الجنوبية لعام 2013. وفي 19 ديسمبر 2014، حكمت المحكمة الدستورية الكورية 8-1 لصالح الحل. كما حُرم نواب الحزب الاتحادي الديمقراطي الخمسة من مقاعدهم في الجمعية الوطنية. وبحسب منظمة العفو الدولية، أثار الحظر المفروض على يو بي بي «تساؤلات جدية حول التزام السلطات بحرية التعبير وتكوين الجمعيات».